# オール (バンド)
オール (All) は、アメリカ合衆国のパンク・ロック・バンド。1987年、ディセンデンツのメンバーだったビル・スティーヴンソン、カール・アルヴァレス、ステファン・エガートンにより結成された。

## 概要・来歴
1987年、ディセンデンツからボーカルのマイロ・オーカーマンが脱退。残されたメンバーはボーカルにデイヴ・スモーリーを迎え、オールとして活動を開始する。

## ディスコグラフィ

### スタジオ・アルバム
- Allroy Sez (1988年)
- Allroy's Revenge (1989年)
- Allroy Saves (1990年)
- New Girl, Old Story (1991年)
- 『パーコレイター』 - Percolater (1992年)
- 『ブレイキング・シングス』 - Breaking Things (1993年)
- 『パメル』 - Pummel (1995年)
- 『マス・ナーダー』 - Mass Nerder (1998年)
- 『プロブレマティック』 - Problematic (2000年)

### ライブ・アルバム
- Trailblazer (1990年)
- 『ライヴ+ワン』 - Live Plus One (2001年)